# Therese Frösch
Therese Frösch, née le 22 juin 1951 à Zofingue (originaire du même lieu), est une personnalité politique suisse, membre des Verts. Elle est issue de la Grünes Bündnis, l'aile gauche des Verts bernois.

## Biographie
Therese Frösch naît le 22 juin 1951 à Zofingue, dans le canton d'Argovie. Elle en est également originaire.
Entre 1986 et 1992, elle est secrétaire générale de la section cantonale bernoise du Syndicat des services publics (SSP).
En 1992, elle est élue à l'exécutif de la ville de Berne, puis réélue en 1996 (obtenant le meilleur score de tous les candidats) et en 2000. Elle est responsable des finances de 1993 à 2003. Elle occupe ensuite la place de responsable des affaires sociales dans ce même exécutif jusqu'en 2004, année où elle ne se représente pas aux élections municipales.
En automne 2003, elle est élue au Conseil national, remplaçant Ruedi Baumann, sortant démissionnaire issu de la Grüne Freie Liste, l'aile centriste des Verts bernois. En 2005, elle succède à Cécile Bühlmann et devient la cheffe de groupe des Verts au parlement fédéral.
Elle est réélue au Conseil national en automne 2007.

## Sources
- Le cœur rouge et les idées vertes,  Therese Frösch pilotera les écologistes à Berne, article du journal Le Temps du 19 novembre 2005.
- (de) Rot-grün in neuer Hand, article du journal Der Bund du 19 novembre 2005.
- (de) Therese Fröschs fulminante Wahl, article du journal Der Bund du 21 octobre 2003.
- (de) Eine Frau sitzt selten aufs Maul, article du journal Tages Anzeiger du 14 décembre 1996.